# Арнгольдт Конґсґорд
Арнгольдт Конгсгорд (23 листопада 1914 — 22 січня 1991) — норвезький стрибун з трампліна, який брав участь у змаганнях до Другої світової війни. Він виграв бронзову медаль зі стрибків на лижах на лижах на чемпіонаті світу 1939 року в Закопане. Раніше він фінішував шостим на Чемпіонаті світу з лижного спорту 1938 року і восьмим на Зимових Олімпійських іграх 1936 року.
Конґсґорд був другим рекордсменом Вікерсундбакен, утримуючи рекорд гори з 1946 по 1951 рік.
Він представляв клуб Kongsberg IF.